# Jean Fréchet (prêtre)
Ne doit pas être confondu avec Jean Fréchet.
Pour les articles homonymes, voir Fréchet.
Jean Fréchet, né le 28 mai 1935 à La Tour-du-Pin et décédé le 17 mars 2011 à Vinay, est un prêtre catholique français, connu pour son engagement envers les plus pauvres. Son œuvre se poursuit par l'association Saint-Paul, fondée en 2010.  

## Biographie
Jean Fréchet naît dans une famille d'agriculteurs de La Tour-du-Pin ; il sera d'ailleurs fier de ses origines paysannes. Élevé dans la tradition catholique, il ressent tôt l'appel à la prêtrise. À la fin des années 1950, il effectue son service militaire en Algérie. Marqué par la guerre, c'est là qu'il prend la décision de devenir prêtre. À son retour, il intègre le séminaire et reçoit l'ordination sacerdotale le 3 juin 1962, des mains de Mgr André-Jacques Fougerat. 
Il est directement nommé curé à l'église Saint-Paul  rue lieutenant Chabal à Grenoble ; il y restera 47 ans. Cette église se situe dans un quartier marqué par une forte urbanisation depuis le début des années 1960 et l'installation de logements sociaux. Jean Fréchet explique son engagement pour les plus pauvres par cette expérience : un sans-abri dormait sur le parvis de l'église depuis plusieurs jours et gênait les paroissiens. Le Père Fréchet le chasse mais le SDF lui aurait répondu : « Je suis le Christ et tu me chasses ? ». Marqué par cette réponse, dans les semaines suivantes le curé de Saint-Paul va accueillir de nombreux sans-abris et comme il disait lui-même, « recevoir tous les paumés de la ville ». 
Avec des bénévoles, il va loger 300 personnes, accueillir des caravanes dans la cour de son église, louer un appartement pour loger une quarantaine de personnes, monter une cantine pour donner à manger aux sans-abris et acquérir une ferme pour permettre la réinsertion de ceux qui le souhaite. On le surnomme alors « l'abbé Pierre grenoblois ». Il écrira aussi de nombreux livres dont un qui sera préfacé par le pape Jean-Paul II. 
Épuisé par son ministère, il est victime d'un accident de santé en 2009. Il quitte la paroisse Saint-Paul et décède à l'hôpital de Vinay le 17 mars 2011. Une cérémonie en sa mémoire est célébrée dans l'église Saint-Paul par Mgr Guy de Kerimel, évêque de Grenoble.

## Association Saint-Paul
Pour la poursuite de son œuvre, entretenir la cantine populaire, la ferme et l'accueil des sans-abris, le Secours catholique prend la relève avant que l'association Saint-Paul ne soit fondée en 2010. Elle gère aujourd'hui 42 logements et abrite 70 personnes régulières. 

## Œuvres
- La Vie dans les "Terres Froides"... hier et aujourd'hui. 3, [Grenoble] : s. n., [1980].
- La vie dans les Terres froides... Hier et aujourd'hui : Chapelle de Notre-Dame de Milin, S.l. : s.n., 1981?
- Vie, traditions, coutumes des Terres Froides et du Dauphiné, Lyon, Elie Bellier, 1984.
- Ces jeunes de la fin du siècle : synthèse de 5 000 réponses de jeunes de France, d'Afrique et d'Amérique latine, Grenoble, éd. du Chemin de Damas, 1986, 182 p.
- Les oubliés du macadam, éd. St-Paul-Chemin de Damas, 1994.
- La vie dans les "Terres froides" : Hier et aujourd'hui : La Milin - la Sylve-journal d'un curé de campagne, les gens d'ici, cléricalisme et anticléricalisme... Coutumes et traditions, [S.l] : éditions St Paul, 1994.
- La Cour des miracles, Grenoble, éd. St-Paul du Chemin de Damas, 1997.
- Entre la foi et la colère, Seyssinet-Pariset, impr. réunis, 2000.
- Vie, traditions, coutumes des Terres froides et du Dauphiné, Lyon, Bellier, 2000.
- La guerre d'Algérie : racontée aux jeunes et à mes neveux et nièces, Grenoble, éd. St-Paul-du-Chemin-de-Damas, 2002.
- La marche des pauvres, Grenoble, éd. St-Paul du Chemin de Damas, 2007.
- La vie dans les Terres Froides et en Dauphiné 1939-1948, éd.St-Paul sans frontières Les Chemins de Damas, 2007.

### Préfaces
- Hincolco : récit d'un massacre / par Pedro Pinones Diaz ; préf. de Jean Fréchet, Grenoble, Chemins de Damas, 1997.
- Demandeur d'asile : j'ai choisi la vie, pas la peine de mort / Clément Nyembo Lwama ; préface du père Jean Frechet, Grenoble, Les éd. Saint-Paul, 2007.